# Maison de la Radio et de la Musique
Pour les articles homonymes, voir Maison de la Radio.
La Maison de la Radio et de la Musique, surnommée Maison de la Radio , parfois « maison ronde » , et successivement appelée par le passé « Maison de la RTF », « Maison de l'ORTF » puis « Maison de Radio France », est un bâtiment circulaire conçu par l’architecte Henry Bernard pour accueillir la radio-télévision publique française, inauguré le 14 décembre 1963. Elle est constituée d'une couronne de 700 mètres de circonférence et, en son centre, d'une tour de 68 mètres de hauteur. Elle abrite 1 000 bureaux et 63 studios d'enregistrements, constituant un important site d’attractivité économique.
Située 116 avenue du Président-Kennedy, dans le 16e arrondissement de Paris, elle est depuis 1975 le siège de la société Radio France et également le siège social de FR3 puis France 3 de 1975 à 1998. Radio France internationale a eu son siège social dans cette maison entre 1987 et 2013.
Le bâtiment a été inscrit au titre des monuments historiques en 2018.
Le 10 janvier 2021, le bâtiment prend l’appellation « Maison de la Radio et de la Musique ».

## Histoire

Logo de la maison de la Radio, 2014.

La construction d’un édifice pour les services de radio-télévision est décidée dans les années 1950. L’État acquiert en 1952 le terrain du 16e arrondissement de Paris en bordure de Seine, où se situait auparavant une usine à gaz, désaffectée en 1928, puis un stade. En novembre 1952, un concours est lancé pour le projet architectural du bâtiment. Il fut remporté par Henry Bernard dont la proposition est basée sur la circularité de l'édifice entourant une tour centrale de 68 mètres de haut. L'implantation du bâtiment est envisagée dans un premier temps quai Branly. Le conseil de Paris finit par céder à l’État un terrain de 38 000 m2 situé 116 quai de Passy afin de centraliser les multiples installations de la Radiodiffusion-télévision française (RTF). L'espace est bien desservi par les principaux axes de transports, tout en restant à bonne distance notamment du métro et de ses vibrations potentiellement nuisibles à la qualité acoustique des enregistrements du lieu.
La maison de la Radio est inaugurée le 14 décembre 1963 par Charles de Gaulle,, président de la République française, en présence d'André Malraux, ministre d’État chargé des Affaires culturelles.
La maison est successivement le siège de la RTF de janvier au 27 juin 1964, puis de l’Office de radiodiffusion télévision française (ORTF) jusqu’au 31 décembre 1974. Elle abrite alors la direction, les services et les studios de radio de l’Office, ainsi que quelques auditoriums souvent utilisés comme studios de télévision.
Lors de l’éclatement de l’ORTF le 1er janvier 1975, la maison est attribuée à Radio France et prend le nom de « maison de Radio France ». La société nationale FR3 siège également dans le bâtiment jusqu'à son transfert rive gauche chez France Télévisions en 1998.
Les cinquante ans de la maison de Radio France sont fêtés le 14 décembre 2013 avec une allocution du président de la République française, et un spectacle avec notamment Eddy Mitchell.
Le 31 octobre 2014, la maison de la Radio est touchée par un grave incendie. Les locaux des septième et huitième étages du côté de la porte F sont concernés ; étages qui étaient alors en réhabilitation dans le cadre des travaux de modernisation de la maison de la Radio. Les programmes des stations de Radio France sont suspendus à la suite de l'évacuation du personnel durant près de deux heures vers 13 h, au cours desquelles les stations diffusent un programme musical.
Le 26 mars 2018, un arrêté est publié confirmant l'inscription partielle de la maison de la Radio au titre des monuments historiques,,.
En septembre 2019, Radio France décide de se doter d'une technologie IP de nouvelle génération pour la production et la diffusion à la maison de la Radio, d'une façon inégalée en Europe.
Du 17 mars au 16 juin 2020, du fait de la pandémie de coronavirus touchant la France, la maison de la Radio ferme ses portes au public.
À compter du 10 janvier 2021 la maison de la Radio change de nom pour devenir la maison de la Radio et de la Musique.

## Architecture et équipements

### Description

La Maison de la Radio dans l'identité visuelle de Radio France de 2005 à 2021

Le bâtiment est constitué d'une couronne de 500 mètres de circonférence, avec une tour rectangulaire en son centre de 68 mètres de hauteur. Sa forme très particulière a inspiré les logotypes successifs de Radio France, logotypes surnommés « Poêle à frire », du fait de la forme même de la maison de la radio et cette excroissance formée par la tour.

Outre les services centraux de Radio France, tout comme les services et studios de plusieurs de ses stations, ainsi que de RFI, la maison accueillait (jusqu'à leur fermeture pour travaux en 2007) un musée consacré à la radiodiffusion, à la télévision et aux techniques d'enregistrement du son, une soixantaine de studios d'enregistrement et deux studios de télévision, le studio 101 et le célèbre « studio 102 » où ont été enregistrées de nombreuses émissions grand public comme Cadence 3 présentée par Guy Lux, mais aussi Ça se discute ou encore l'ancienne version de C'est mon choix au début des années 2000. Depuis novembre 2014, la maison dispose d'un auditorium de 1 461 places (à l'emplacement des anciens studios 102 et 103) et d'une salle de concert symphonique de 856 places (le studio 104 rénové), appelée « salle Olivier Messiaen ».

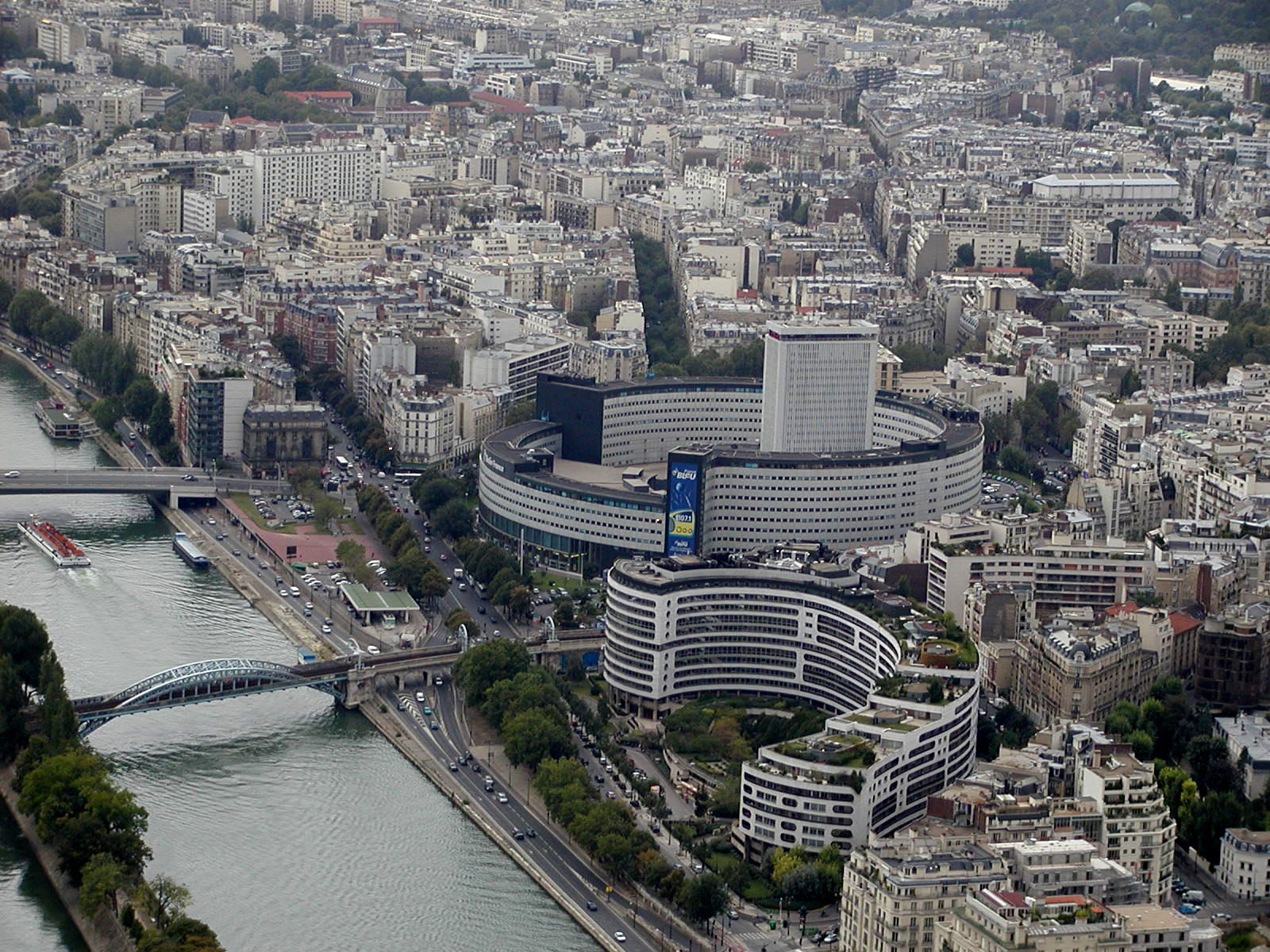
Maison de la radio vue depuis la Tour Eiffel

Depuis sa construction, ses 100 000 m2 bénéficient d'un forage de 600 mètres de profondeur, lui permettant de se chauffer grâce à l'énergie géothermique. L'eau extraite du bassin de l'Albien à une température de 27 °C alimente l'ensemble du système de chauffage. L'eau, avant d'être rejetée à 7 °C dans les égouts publics, sert à l'alimentation du système de climatisation des grands studios de radio et de télévision situés dans la « petite couronne » du bâtiment.
La Maison de la Radio et de la musique fait partie des quelques bâtiments parisiens disposant d'un abri anti-atomique, au même titre que le palais de l'Élysée, le ministère de l'Economie et des Finances dans le quartier de Bercy (12e arrondissement), ou le bâtiment de l'ancien ministère de l’Air situé à la Cité de l'Air sur le Boulevard Victor.

### Éléments protégés au titre des monuments historiques
Les parties suivantes de la Maison de la radio font l'objet d'une inscription au titre des monuments historiques par arrêté du 26 mars 2018 :
- l’emprise totale au sol de l’édifice incluant les circulations à ciel ouvert ;
- la totalité des façades et toitures de l’édifice ;
- la bordure extérieure en comblanchien au droit des vitrages du grand hall public situé côté Seine ;
- les terrasses qui encerclent le bâtiment avec leurs murs de soutènement ;
- le hall public situé côté Seine (niveau rez-de-chaussée et galerie supérieure dite Seine), avec ses deux escaliers situés aux extrémités ainsi que les œuvres de François Stahly (Portiques, Totems et Papillons) ;
- le studio 104 en totalité, incluant les bas-reliefs de Louis Leygue ;
- le foyer 101 et le foyer 105, avec l'œuvre de Georges Mathieu ;
- l'ensemble de la circulation au premier niveau dans la grande couronne, incluant
  - les quatre foyers et leurs liaisons,
  - l'œuvre de Jean Bazaine dans le foyer B
  - l'œuvre de Pierre Soulages dans le foyer C
  - l'œuvre de Gustave Singier dans le foyer E
  - les quatre circulations radiales
  - la petite galerie circulaire des techniciens ;
- le bureau de la présidence, avec ses boiseries en palissandre, portes et placards intégrés et la cloison donnant sur le couloir de circulation ;
- les cinq escaliers de service dits « Chambord », situés dans la couronne périphérique.

## Réhabilitation du bâtiment

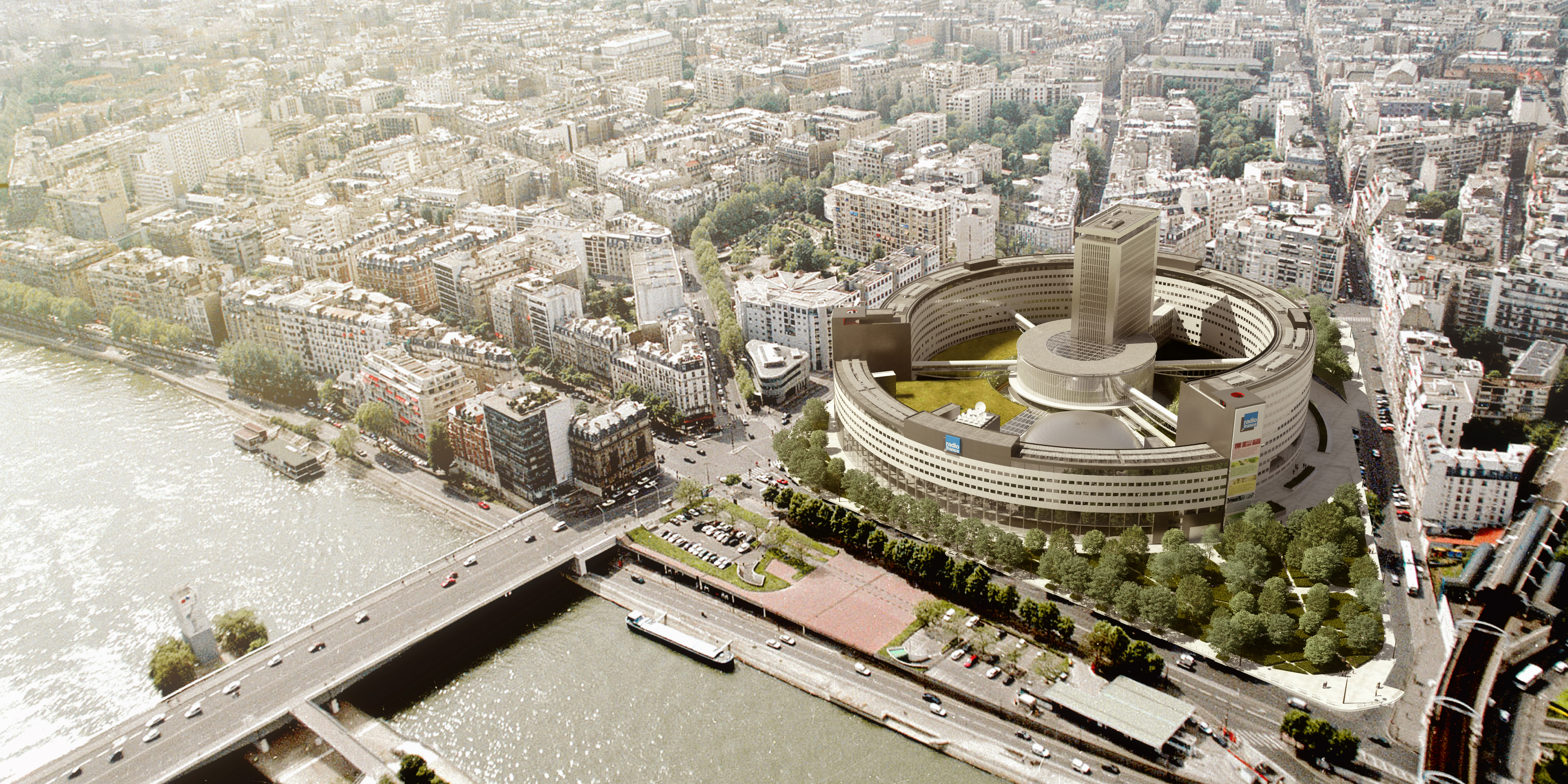
La Maison de la Radio après restauration avec le projet choisi de AS.Architecture-Studio

En 2003, le Préfet de police de Paris ordonne l'évacuation de la tour centrale qui n'était plus aux normes anti-incendie, une étude ayant montré qu'elle ne résisterait pas à un sinistre en seulement 11 à 40 minutes. En 2003, un rapport de la commission de sécurité constate l'insuffisante résistance au feu des structures du bâtiment. Le rapport ordonne alors la mise aux normes des 110 000 m2 du bâtiment, sous peine de fermeture immédiate des lieux. Plusieurs solutions sont alors envisagées dont le déménagement des différentes radios publiques vers un autre site. La maison de la radio aurait alors été revendue ou aurait, après travaux, hébergé un autre service de l'État. Le ministère des Affaires étrangères et le Tribunal de grande instance de Paris avaient été évoqués. Ces solutions étaient jugées moins coûteuses que la rénovation du bâtiment, surtout si les différents services de "Radio France" devaient toujours occuper les locaux pendant ces travaux.
En 2005, l'État opte pour l'option du maintien sur place, avec des travaux exécutés par phases et réinstallation, pour éviter un déménagement lourd à mettre en œuvre, et aussi en partie pour des raisons politiques. La maîtrise d'œuvre de la réhabilitation de l'ensemble de la maison de la Radio est attribuée au cabinet Architecture-studio, la scénographie est confiée à « Changement à vue »  et  l'acoustique des studios et salles de concerts aux cabinets Nagata Acoustics et "Lamoureux".

### Équipements
Outre la mise aux normes anti-incendies et le désamiantage de tout le bâtiment, il fut décidé de profiter du projet pour construire une nouvelle salle de concert symphonique de 1 400 places ainsi qu'un parking souterrain, et de créer des jardins en remplacement du parking de surface. L'auditorium est inauguré le 14 novembre 2014.
Depuis 2009 un tronçon du mur de Berlin se trouve dans les jardins du bâtiment (côté Seine). Il s'agit d'un cadeau de la Deutschlandradio.
France Inter réintègre ses studios de la maison de la Radio le 21 mai 2014.
Le 14 novembre 2014, la maison de Radio France est rouverte au public après neuf ans de travaux, et un grand concert de l'Orchestre national de France et de l'Orchestre philharmonique de Radio France est donné dans le nouvel auditorium lors de son inauguration. À partir de cette date, de nombreuses émissions publiques sont enregistrées, et des concerts sont programmés le soir mais aussi en journée et à destination du jeune public. Enfin, Radio France accueille de grands événements culturels comme les Journées européennes du patrimoine ou la Foire internationale d'art contemporain. De plus, à partir d'avril 2016, une fois par mois, la Maison de la Radio propose au public d'écouter un son en 3D.
L'orgue de l'Auditorium, réalisé par la manufacture Gerhard Grenzing, est un orgue de 30 tonnes, 12 mètres de large, 5 320 tuyaux, 87 jeux répartis sur quatre claviers et un pédalier. Il est inauguré après ses derniers réglages et l'harmonisation, le 7 mai 2016.

### Coût
Les travaux de rénovation furent entamés en 2004 pour un coût estimé de 384 millions d'euros. Initialement prévus pour durer huit ans, il s'étendront jusqu'à un terme estimé un temps à 2023. Dans son rapport annuel 2019, la Cour des comptes pointe "des risques et des incertitudes persistantes" au sujet du chantier de la Maison de la radio, siège de Radio France. En 2014, le montant des travaux est estimé à 584 millions d'euros par la députée Martine Martinel, et selon BFM, en 2018, à 736 millions d'euros. Le 2 décembre 2022, Radio France annonce officiellement l'achèvement des travaux.

## Dessertes
La Maison de la Radio est desservie :
- par les lignes de bus RATP : 22, 52, 62, 70 et 72 ;
- par la gare de l'avenue du Président-Kennedy sur la ligne C du RER, toute proche (côté nord de la rue du Ranelagh) ;
- à 750 mètres vers le nord, par la station de métro Passy sur la ligne 6.
- par la station de métro Mirabeau sur la ligne 10.